# 日韓女子プロゴルフ対抗戦
日韓女子プロゴルフ対抗戦（にっかんじょし - たいこうせん）は日本と韓国の女子プロゴルフツアーの代表選手各12名、計24名による対抗戦として、毎年12月第1週に日本と韓国で交互に開催されていた大会である。
韓国で開催する場合は国民銀行グループ（KBフィナンシャルグループ）の名を冠した「KBフィナンシャルグループカップ」（2009年までは開催コースの名を冠した「ビングスカップ」）として開催された。
2009年大会は沖縄県南城市の琉球ゴルフ倶楽部（毎年3月の日本女子プロゴルフ開幕戦である『ダイキンオーキッドレディスゴルフトーナメント』の開催コースでもある）で開催された。
2014年大会は毎年東海クラシック（男子）が開催される三好カントリー倶楽部西コースで開催された。2015年からは大会名をThe Queens presented by KOWAとして同コースで開催。日韓に加えて、欧州・オーストラリアの4ツアー対抗で開催されている。
2017年現在、賞金総額1億円（優勝チーム4500万円）となっている。

## 概要（2016年）
- 主催：MBS毎日放送
- 特別後援：日本女子プロゴルフ協会、韓国女子プロゴルフ協会、オーストラリア女子プロゴルフ協会、ヨーロッパ女子プロゴルフツアー
- 後援：公益財団法人日本ゴルフ協会、中部ゴルフ連盟、愛知県、みよし市、CBCテレビ
- 特別協賛：興和株式会社
- 協力：名古屋鉄道株式会社
- 企画運営:ダンロップスポーツエンタープライズ
- 過去の韓国開催時は、KBフィナンシャルグループ、SBSの主催だった。

## 歴代成績

### 日韓女子プロゴルフ対抗戦
| 引き分け | 引き分け |

| 年   | 勝利チーム | スコア   | 敗戦チーム | 開催コース         | 開催地         | 日本キャプテン | 韓国キャプテン |
| ---- | ---------- | -------- | ---------- | ------------------ | -------------- | -------------- | -------------- |
| 1999 | 日本       |          | 韓国       | ピンクスGC         | 済州市         |                |                |
| 2000 | 日本       |          | 韓国       | ピンクスGC         | 済州市         |                |                |
| 2002 | 韓国       |          | 日本       | 阪奈CC             | 大阪府大東市   |                |                |
| 2003 | 韓国       |          | 日本       | ピングスGC         | 済州市         |                |                |
| 2004 | 韓国       |          | 日本       | 大津CC             | 滋賀県大津市   |                |                |
| 2005 | 韓国       |          | 日本       | ピングスGC         | 済州市         |                |                |
| 2006 | 韓国       |          | 日本       | 福岡センチュリーGC | 福岡県朝倉市   |                |                |
| 2007 | 日本       |          | 韓国       | 福岡センチュリーGC | 福岡県朝倉市   |                |                |
| 2008 | 日本       | 開催中止 | 韓国       | ピングスGC         | 済州市         |                |                |
| 2009 | 韓国       |          | 日本       | 琉球GC             | 沖縄県南城市   |                |                |
| 2012 | 韓国       |          | 日本       | ベイサイドGC       | 釜山           |                |                |
| 2014 | 韓国       |          | 日本       | 三好CC西コース     | 愛知県みよし市 |                |                |

※2001年はアメリカ同時多発テロ事件を受け、また2008年も雪のため全日程中止。2005年は最終日が強風のため中止。優勝預かり（5勝5敗2分）となった。
※2011年は12月にタイで行われる予定だったが、同年10月発生のタイ大洪水の影響で開催を中止すると発表。
※2013年大会は12月の開催を目指して準備を進めていたが、主催者である毎日放送の都合により開催中止となった。

### THE QUEENS presented by KOWA
| 年   | 優勝 | 2位  | 3位            | 4位            | 開催コース     | 開催地         |
| ---- | ---- | ---- | -------------- | -------------- | -------------- | -------------- |
| 2015 | 日本 | 韓国 | 欧州連合       | オーストラリア | 三好CC西コース | 愛知県みよし市 |
| 2016 | 韓国 | 日本 | 欧州連合       | オーストラリア | 三好CC西コース | 愛知県みよし市 |
| 2017 | 日本 | 韓国 | オーストラリア | 欧州連合       | 三好CC西コース | 愛知県みよし市 |

## テレビ中継
日本での地上波での中継は毎日放送制作、TBS系列で放送されるが、2006年までは全国フルネットではなく基幹系列局中心となっていた。但し、2007年と2009年は全国ネットで放送された。
また、CS放送のGAORAでも中継されるため、地上波放送が行われない地域でもこちらで視聴可能となっている。
2012年大会は毎日放送でローカル枠にて録画放送された。
2015年からはTBS系列28局ネットで放送される。